# باولو أفونسو
باولو أفونسو هي بلدية في البرازيل، ومستوطنة، تتبع باهيا، بلغ عدد سكانها 96٬499  نسمة، في 2000، تبلغ مساحتها 1٬579٫723 كيلومتر مربع.

## الموقع
تشترك في الحدود مع:
- سانتا بريجيدا، باهيا.

## أعلام
- زي سواريز
- دوغلاس أوقستو مينديز دوس سانتوس